# 1983 en Irlande
Chronologie de l'Irlande
- 1979
- 1980
- 1981
- 1982
- 1983
- 1984
- 1985
- 1986
- 1987

## Événements
- 14 avril : Inauguration de l'Aosdána
- 23 mai : la distillerie Old Bushmills célèbre son 350e anniversaire
- 8 septembre : Référendum sur l’avortement.
- 3 décembre : Patrick Hillery est réélu Président d'Irlande. Il n’avait pas d’opposant.

## Sport
- Eamonn Coghlan gagne le 5000m aux Championnats du monde d'athlétisme à Helsinki
- Dublin GAA remporte le Championnat d'Irlande de football gaélique
- Kilkenny GAA remporte le Championnat d'Irlande de hurling